# Meripilus sumstinei
Meripilus sumstinei är en svampart som först beskrevs av William Alphonso Murrill, och fick sitt nu gällande namn av M.J. Larsen & Lombard 1988. Meripilus sumstinei ingår i släktet Meripilus och familjen Meripilaceae.   Inga underarter finns listade i Catalogue of Life.

## Bildgalleri

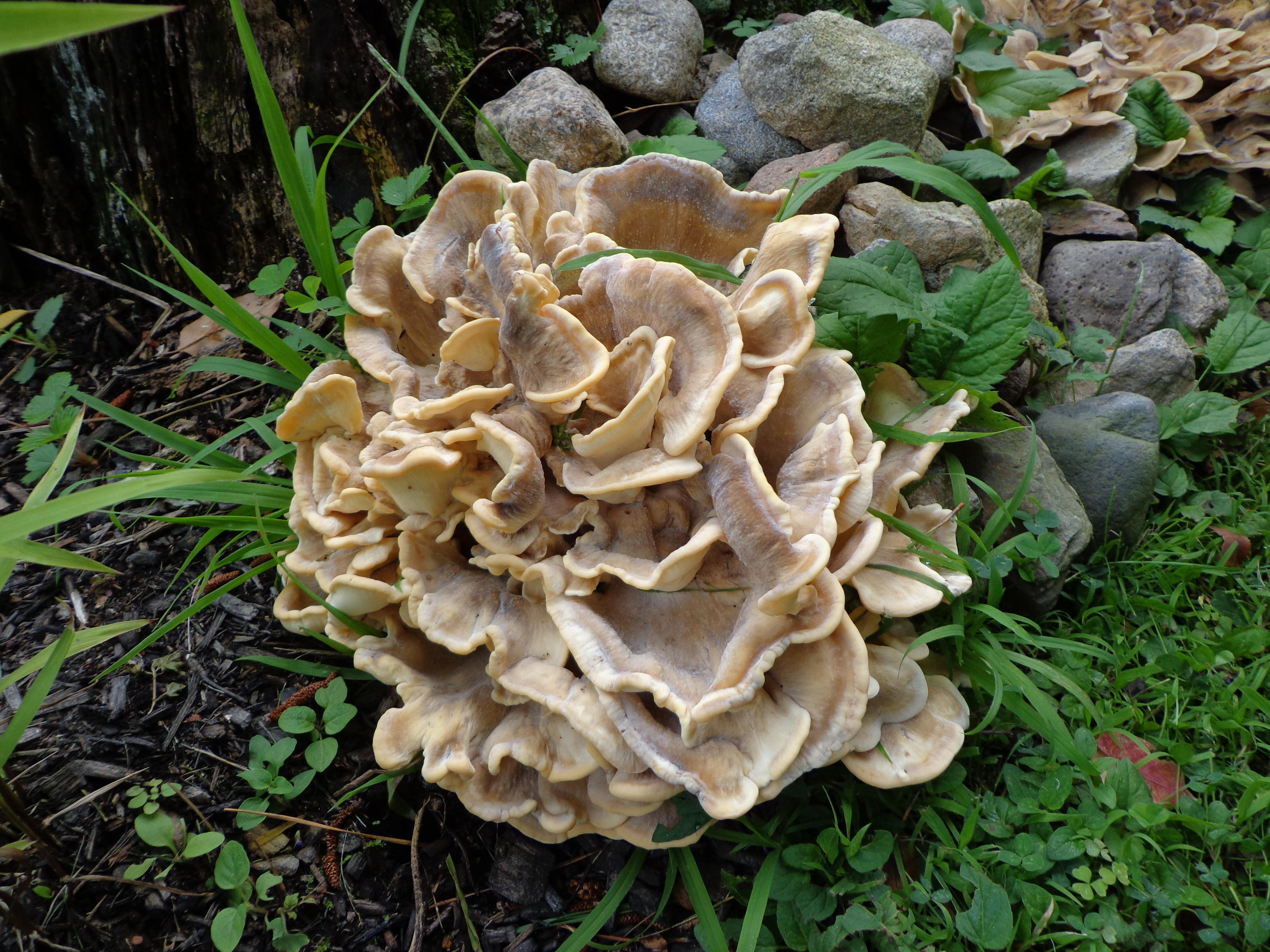